# Денешть (Нямц)
Денешть, Денешті (рум. Dănești) — село у повіті Нямц в Румунії. Входить до складу комуни Джиров.
Село розташоване на відстані 278 км на північ від Бухареста, 11 км на схід від П'ятра-Нямца, 85 км на захід від Ясс.

## Населення
За даними перепису населення 2002 року у селі проживали 329 осіб, усі — румуни. Усі жителі села рідною мовою назвали румунську.